# Winter Ballades
「Winter Ballades」（ウィンターバラッズ）は、ソニー・ミュージックレコーズより2007年12月26日に発売された玉置成実の15枚目のシングル。

## 解説
冬がコンセプトのシングル。初のバラードシングル。初回盤収録MVは1曲目の「Promise」のみで実質「Promise」がメイン扱い。規格品番：SRCL-6664/5（DVD付初回）、SRCL-6666（通常盤）
「Promise」のミュージック・ビデオには本人と、モデルの杉山ハリーが出演している。
C/WにL'Arc〜en〜Cielの1998年リリース8thシングル「winter fall」のカバー楽曲が収録。
Sony Records在籍時代の最後のシングル（次回作の「GIVE ME UP」以降よりユニバーサルJからリリース）。

## 収録曲
1. Promise
作詞：六ツ見純代・山口寛雄
作曲：山口寛雄
編曲：家原正樹
2. Christmas Time
作詞：玉置成実
作曲・編曲：Shusui・Tony Nilson
シングル収録曲としては『Fortune』収録の「DreamerS」以来の本人作詞。
初のクリスマスソング。
3. winter fall
作詞：hyde
作曲：ken
編曲：渡辺徹
L'Arc〜en〜Cielのカバー。
バラード調にアレンジされ、原曲とは完全に印象が異なる。
4. Promise -Instrumental-